# Maloivanivka, Perevalsk
Maloivanivka (în ucraineană Малоіванівка) este localitatea de reședință a comunei Maloivanivka din raionul Perevalsk, regiunea Luhansk, Ucraina.

## Demografie
Componența lingvistică a localității Maloivanivka
     Ucraineană (96,86%)
     Rusă (3,14%)
Conform recensământului din 2001, majoritatea populației localității Maloivanivka era vorbitoare de ucraineană (96,86%), existând în minoritate și vorbitori de rusă (3,14%).